# Hermann Busse (político)
Hermann Busse (23 de novembro de 1903 – 27 de janeiro de 1970) foi um político alemão do Partido Democrático Liberal (FDP) e ex-membro do Bundestag alemão.

## Carreira política
Busse foi membro do conselho da cidade de Herford, com início em 1952. De 1961 a 1969 ele foi membro do Bundestag alemão. Ele ingressou no parlamento através da lista do estado da Renânia do Norte-Vestfália do FDP.

## Literatura
Herbst, Ludolf; Jahn, Bruno (2002).  Vierhaus, ed. Biographisches Handbuch der Mitglieder des Deutschen Bundestages. 1949–2002 (em alemão). München: De Gruyter - De Gruyter Saur. 1715 páginas. ISBN 978-3-11-184511-1